# Alegeri prezidențiale în Cuba, 2008
Cuba comunistă a supraviețuit colapsului Uniunii Sovietice, guvernul reușind prin intermediul unor reforme orientate prudent spre economia de piață, în ceea ce se numește "Perioada Specială". Partidul comunist cubanez este și în anul 2010 la putere.
În iulie 2006, datorită unor produse de sănătate, Fidel Castro preda provizoriu puterea fratelui său, Raul. În februarie 2008, Fidel Castro anunța că, dupa 50 de ani de putere, renunță la președinția Cubei, precum și la funcția de comandant suprem al armatei. Acesta timp de 47 de ani a condus Cuba cu o mână de fier, supraviețuind mai multor tentative de asasinat și lovituri de stat puse la cale de americani și sfidând embargoul economic prin care oficialitățile de la Washington au încercat să-l izoleze. Potrivit Constituției cubaneze articolul 94, primul vicepreședinte al Consiliului de Stat își asumă obligațiile prezidențiale la boală sau de deces al președintelui. În vârstă de 82 de ani, Fidel Castro a fost nevoit să renunțe la putere din cauza problemelor de sanătate, predându-i prerogativele fratelui său Raul. "Nu voi aspira și nici nu voi accepta - repet - nu voi aspira și nici nu voi accepta sarcina de președinte al Consiliului de Stat și de comandant-șef", scrie Castro "Mi-aș trăda conștiința asumându-mi o responsabilitate care necesită mobilitate și devoțiune totală, pe care nu o pot oferi din cauza condiției mele (a bolii -)", continua el. Domnul Castro a spus că nu a demisionat din cauza unei intervenții chirurgicale de urgență intestinale din 2006 deoarece el a avut o datorie față de poporul cubanez pentru ai pregăti pentru absența sa. La data de 07.31.2006, în timpul transferului  cubanez de taxe, Fidel Castro a delegat atribuțiile de președinte al Consiliului de Stat, prim-secretarului al Partidului Comunist cubanez și postul de comandant suprem al forțelor armate la prim-vicepreședintelui Raul Castro.
Dar retragerea, a adăugat el, nu l-ar opri de la desfășurarea "de la lupte ca un soldat de idei", și a promis că va continua scrierea eseuri intitulat Reflecții tovarășului Fidel."Voi fi mai mult de o armă din arsenalul pe care pot conta pe tine", a spus el. Retragerea sa de pe scena politică trage cortina asupra unui regim în timpul căruia a supraviețuit numeroaselor tentative de asasinate ale CIA (în jur de 600 după cum a aproximat ministrul cubanez de interne în 2003, dar cifra nu poate fi verificată) și a sfidat embargoul american impus pentru mai bine de patru decenii. Declinul s-a accentuat dupa prabușirea Uniunii Sovietice care a sprijinit puternic regimul castrist. La sfârșitul saptămânii Parlamentul cubanez s-a reunit pentru a-i desemna pe membrii Consiliului de Stat, instanța cea mai înaltă a puterii executive a regimului comunist cubanez, pe președintele acestuia - seful statului - și pe vicepreședintele sau vicepreședinții săi. Cele mai multe voci au spus că fratele liderului cubanez Raul Castro (76 de ani) va fi cel mai probabil ales noul șef al statului. "A sosit momentul numirii și alegerii Consiliului de Stat, a președintelui acestuia, vicepreședintelui", a adăugat Castro referitor la alegerile programate pentru duminică.
Se va democratiza Cuba dupa retragerea lui Fidel Castro?, era intrebarea care stătea  pe buzele tuturor în urma anunțului liderului de la Havana. Președintele american, George W. Bush, era optimist în această privință, el declarând la scurt timp de la anunțul lui Castro că retragerea acestuia ar trebui sa însemne "începutul tranziției democratice". "Văd acest fapt ca o perioadă de tranziție, iar acesta ar trebui să fie începutul tranzției democratice pentru poporul cubanez", a declarat Bush, aflat în Rwanda în cadrul unui turneu african. Uniunea Europeana a reacționat și ea imediat la mesajul lui Castro, arătându-se pregatită sa întărească relațiile cu Havana. "Reiterăm dorința noastră de a ne crea un dialog constructiv cu Havana", a declarat John Clancy, purtator de cuvânt al comisarului european pentru dezvoltare și ajutor umanitar Louis Michel. BBC Michael Voss raporta din Havana că majoritatea cubanezilor vor fi întristați de știrea retragerii liderului lor, dar multe speranțe ale tranziției politice vor aduce îmbunătățiri economice.
Raúl Modesto Castro Ruz (născut la 3 iunie 1931) este președintele Cubei (oficial: Președinte al Consiliului de Stat al Cubei. Raul Castro este, oficial, noul președinte al Cubei. Adunarea Națională de la Havana l-a ales pe fratele cu 5 ani mai tânăr al lui Fidel Castro pentru un mandat de 5 ani, a anunțat președintele Legislativului cubanez, Ricardo Alarcon, citat de AFP. De altfel, Raul Castro era singurul candidat desemnat de Adunarea Națională pentru a ocupa această funcție. Imediat dupa vot, Raul Castro a anunțat că "își asuma responsabilitatea" de a succeda fratelui sau la conducerea țării, dar ca va continua să îl "consulte pe acesta când va avea de luat decizii majore". Raul Castro conducea Cuba de peste un an și jumatate, de când sănătatea fratelui său mai mare, Fidel Castro, nu i-a mai permis acestuia să mai apară în public. Comandantul șef al revoluției cubaneze este unic, Fidel este Fidel, așa cum știm cu toții bine, el este de neînlocuit, declara Raul.  Raúl Castro, care se pare că va fi succesorul, anunță reforme economice, având ca obiectiv, printre altele: sistemul de salarizare, susținerea proprietății private asupra locuințelor, a terenurilor agricole și alte drepturi și libertăți (care anterior erau interzise de către regimul dictatorial al lui Fidel Castro), cum ar fi dreptul de a cumpăra și deține un telefon mobil, un calculator. Drepturile omulului în Cuba sunt specificate în Capitolul al VII-lea din Constituția Cubaneza, "Drepturi fundamentale, îndatoriri și garanții", capitol în care sunt specificate drepturile referitoare la muncă, securitate socială, protecție, igienă, îngrijire medicală și educație gratuite, liberatea opiniei (în ceea ce privește obiectivele socialismului), libertatea religioasă și de asociere. În august 2009 Cuba avea 208 de prizonieri politici. Parlamentul unicameral cubanez este "Asamblea Nacional del Poder Popular" (Adunarea Națională a Puterii Populare). Cei 609 membri sunt aleși pentru un mandat de cinci ani și nu există opoziție. Candidații, care pot fi sau nu pot fi membri ai Partidului Comunist, sunt nominalizați de organizațiile politice și sociale proguvernamentale. Partidul Comunist Cubanez este recunoscut ca singurul partid politic legal, dar îi este interzis prin lege să nominalizeze candidați. 
Orice speranță că plecarea lui Fidel Castro de pe scena politică ar aduce spre sfârșitul regimului comunist a fost dezamăgit, raporta BBC Nick Miles.
În același timp, în cadrul exilaților cubanezi care sărbătoresc în Miami, Florida, nu au existat proteste pe străzile din Havana de așteptare pentru schimbarea politică. Raul Castro a lucrat pentru a asigura o tranziție lină politică, păstrând armata regimului și consolidarea Partidului Comunist, prin introducerea reformelor și eliminarea funcționarilor corupți. El a avut de asemenea avantajul de sprijin economic din partea președintelui Venezuelei, Hugo Chavez, sub forma a milioane de barili de petrol ieftin, confirmă BBSnews. "Există o posibilitate a potențialului de schimbare în Cuba, dar aceste modificări vor trebui să se nască în interiorul Cubei", a declarat secretarul adjunct de stat Tom Shannon.  Poporul cubanez are nevoie de asistență internațională pentru ridicarea standardelor de viață în toate domeniile. Puterea executivă este exercitată de către guvernul cubanez, care este reprezentat de Consiliul de Stat și Consiliul de Miniștri. Puterea legislativă este exercitată prin intermediul unicameral, Adunarea Națională a Puterii Populare, care este constituit ca autoritate maximă a statului. În prezent, Raul Castro - fratele fostului președinte Fidel Castro - este Președintele Consiliului de Stat, Președinte al Consiliului de Miniștri (uneori denumită în continuare prim-ministru), prim-secretar al Partidului Comunist, și comandantul-șef al Forțele Armate Revoluționare. Ricardo Alarcón este președinte al Adunării Naționale. În cartea lor Corupția în Cuba de Sergio Diaz-Brichete și F. Jorge Perez-Lopez afirmă faptul că regimul lui Castro este instituționalizat; monopolurile de stat și lipsa de responsabilitate a transformat Cuba într-una din statele cele mai corupte, având valoarea de 3,5 conform "Freedom house, United Nations Human Settlements..". Guvernul cubanez a fost acuzat de numeroase încălcări ale drepturilor omului, inclusiv tortura, detenția arbitrară, procese inechitabile, și execuțiile extrajudiciare (alias "El Paredón"). De asemenea libertatea presei are valori de 96, fiindcă este o țară comunistă iar libera exprimare lipsește. pe de altă parte această țară are valori de 7 atât pentru libertatea civilă cât și pentru drepturile politice, înregistrate în anul 2006 ceea ce denotă influența sistemului politic asupra celorlalte instituții ale statului.